# شروین دشتبی
شَرْوینِ دَشْتَبی یا شروین و خورّین یا شروین و مریه داستانی عاشقانه در ایران باستان بود. این داستان به شخصی است که در زمان حکومت یزدگرد اول ساسانی در روستای دشتبی یا دِشتَوَه در حوالی قزوین ریاست داشت. طبق گزارش نویسندگان مسلمان، آرکادیوس (امپراتور روم) از یزدگرد خواسته بود مستشاری به روم بفرستد و تا زمانی که فرزند خردسالش، تئودئوس دوم، به سن بلوغ برسد، حکومت را بگرداند و این مستشار همان شروین دشتبی یا شروین پرنیان نام داشته‌است. حمدالله مستوفی گفته‌است: «نام شروین در اشعار پهلوی بسیار است و کتابی است در عشق‌نامه، او را شروینیان خوانند» و ذبیح‌الله صفا قصهٔ شروین و خورّین را از منابع عمدهٔ کتاب‌های داستانی و تاریخی فارسی در سده‌های چهارم و پنجم هجری می‌داند.